# Silginy

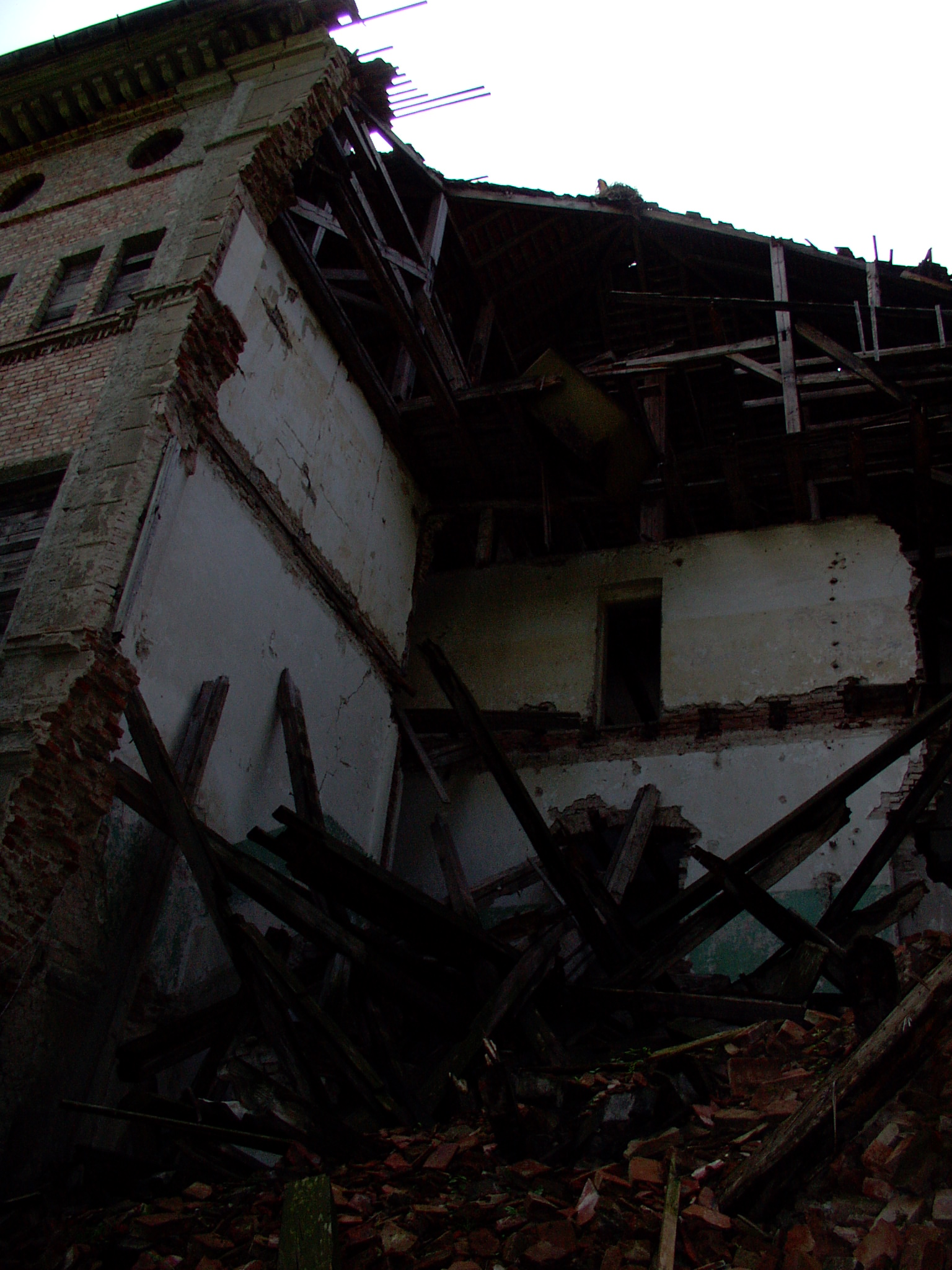
Pałac w Silginach

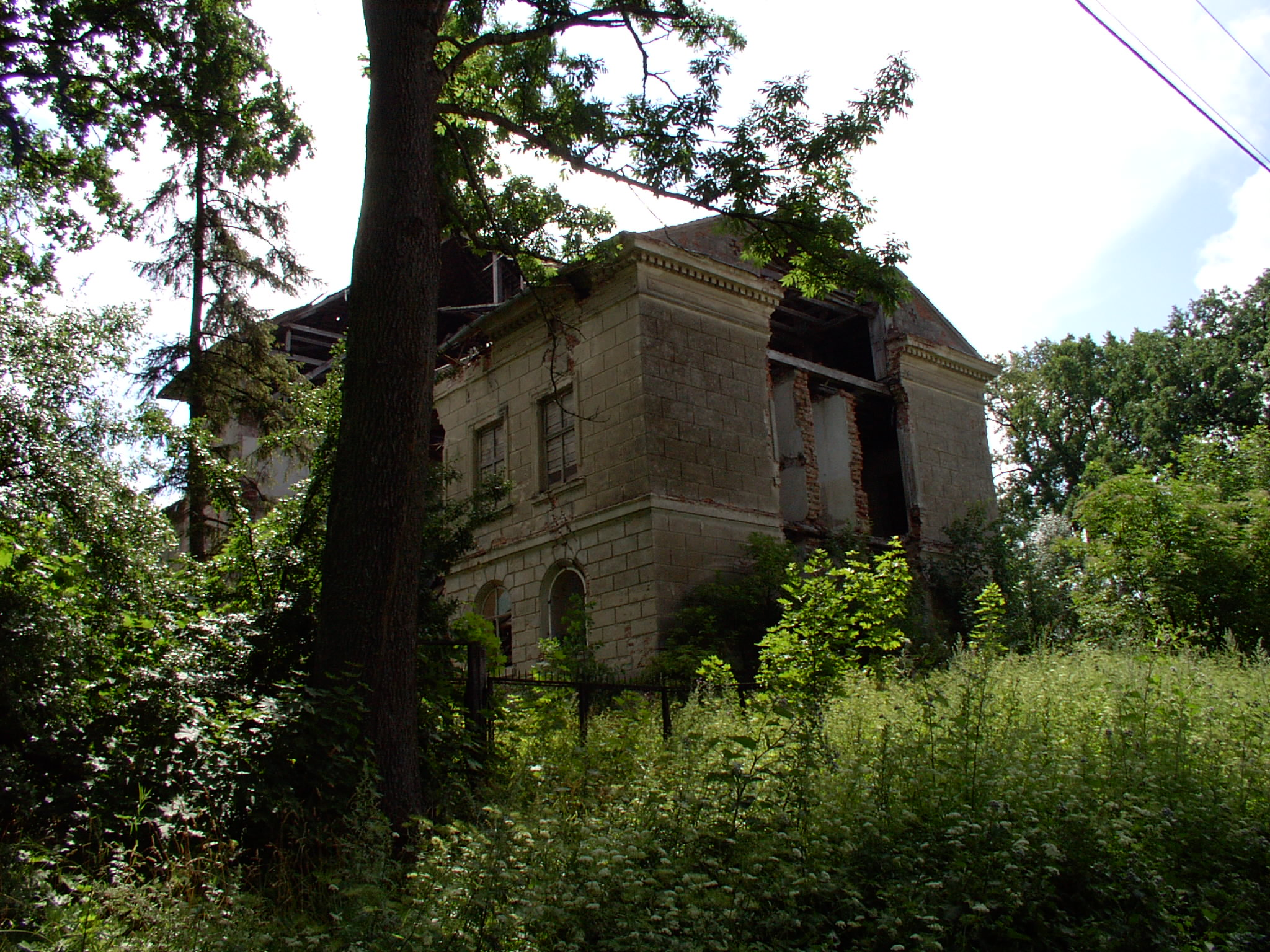
Ruiny pałacu w Silginach, stan w 2000

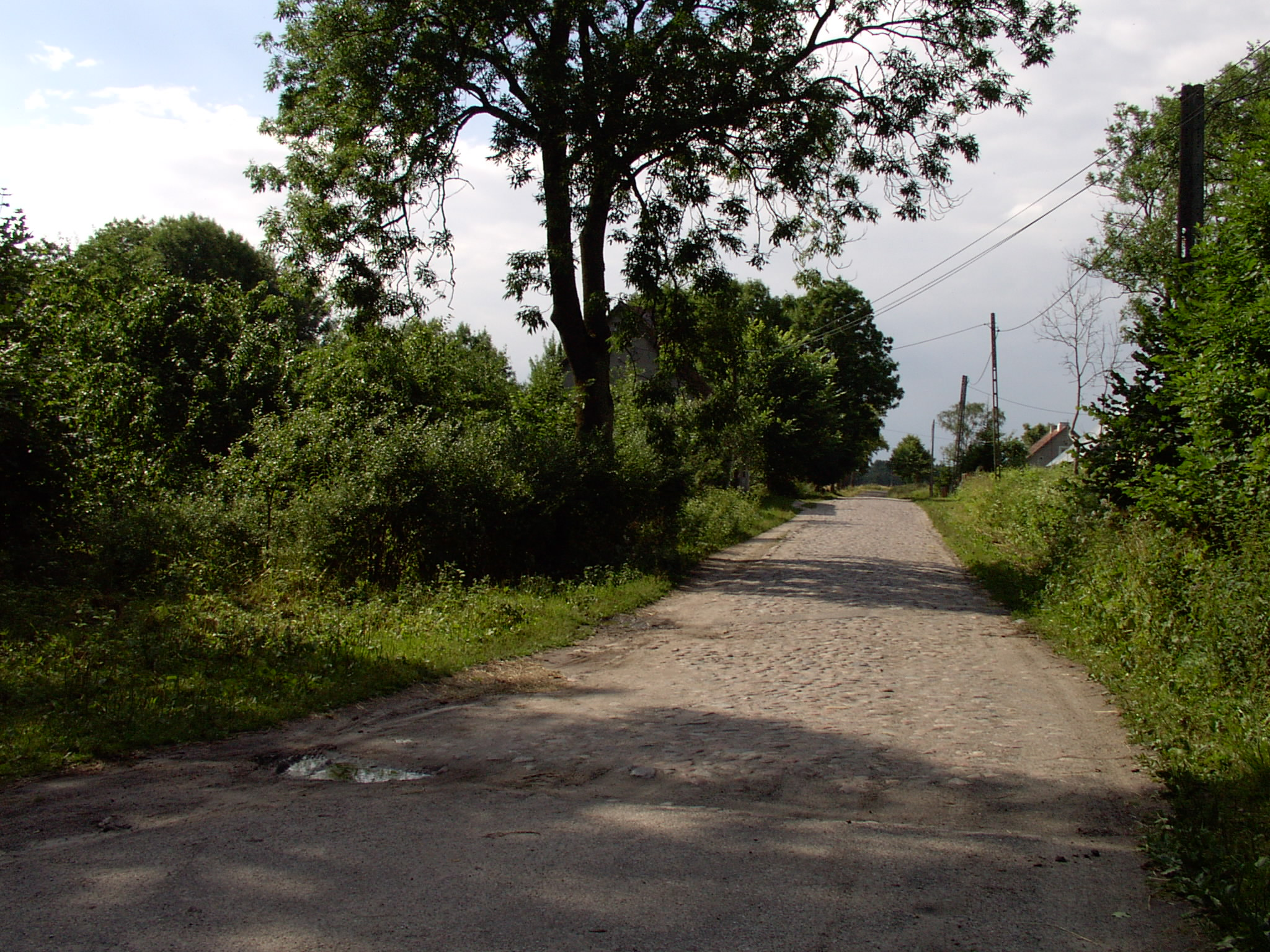
Zachowany fragment brukowanej drogi

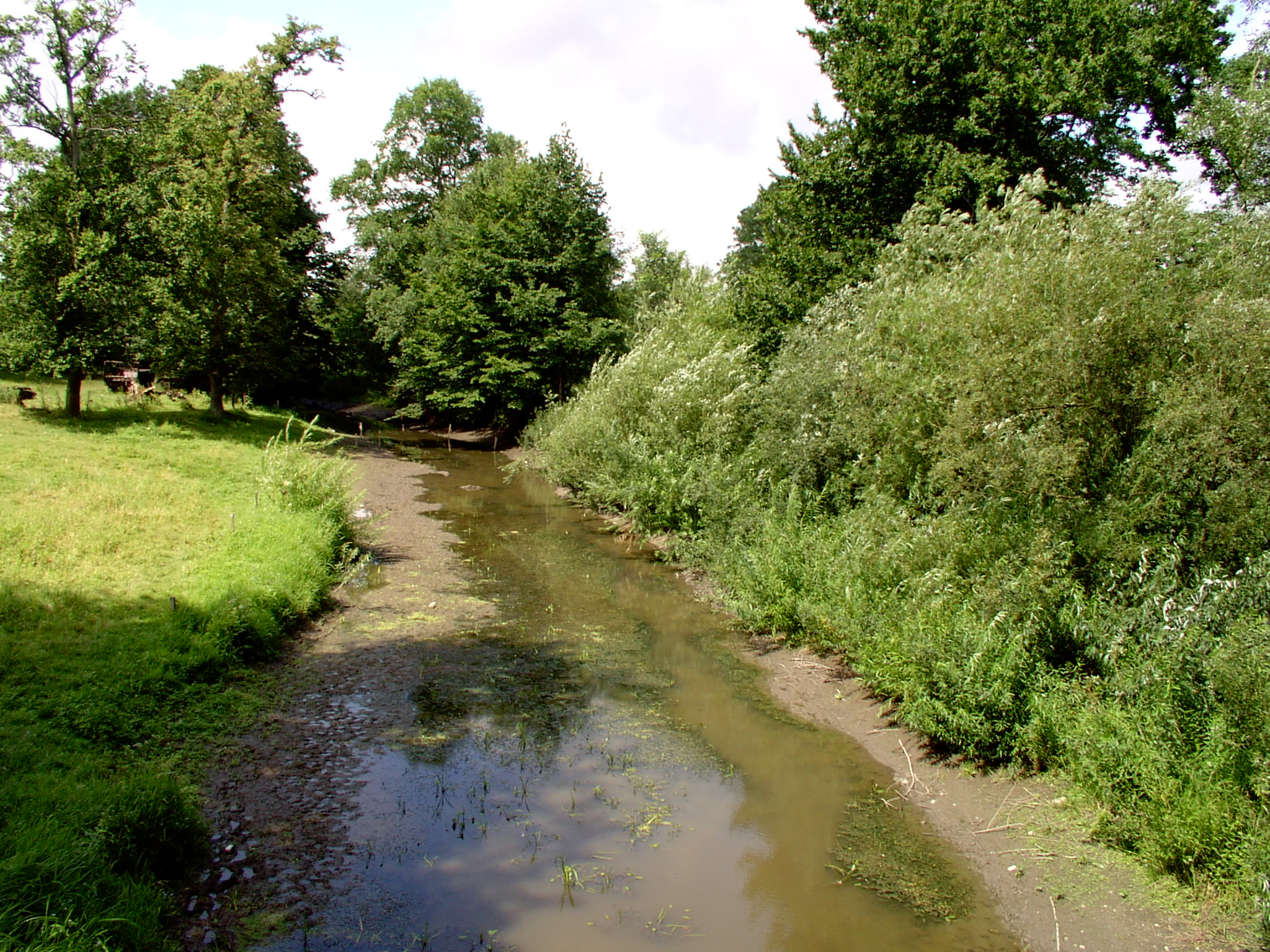
Rzeka Liwna w Silginach, widok z mostu

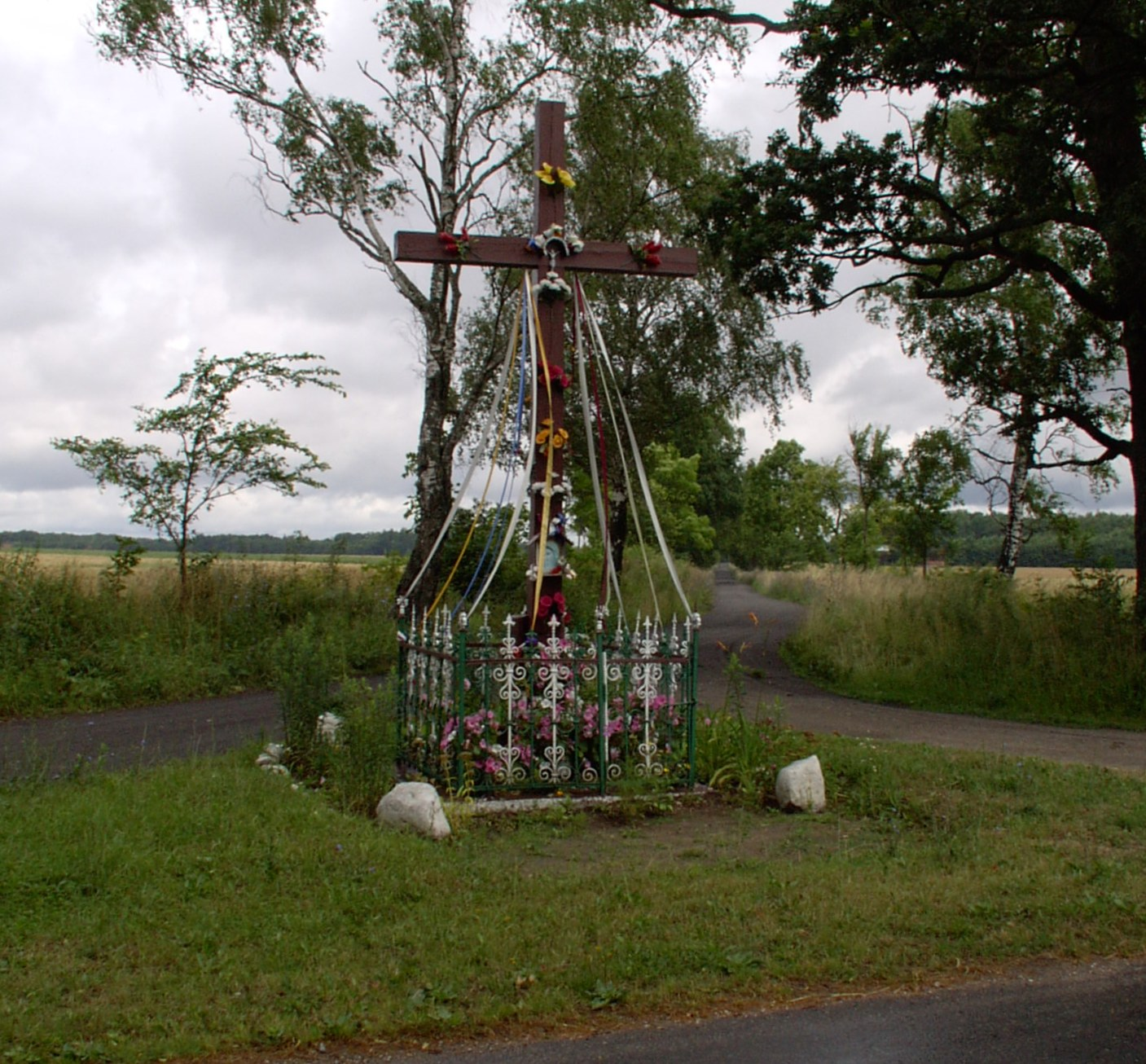
Przydrożny krzyż na rozstajnych drogach

Silginy (dawniej Zelginy, niem. Sillginnen) – wieś w Polsce położona w województwie warmińsko-mazurskim, w powiecie kętrzyńskim, w gminie Barciany. W latach 1975–1998 miejscowość administracyjnie należała do województwa olsztyńskiego.

## Historia
Wieś założona w 1422 jako majątek rycerski na 14 włókach, w połowie drogi między zamkiem w Barcianach a strażnicą w Sępopolu. Wcześniej były w tym miejscu dwie strażnice rycerskie Zakonu Krzyżackiego. Zakon Krzyżacki założył pruskie dobro służebne, z obowiązkiem służby zbrojnej na rzecz zamku w Barcianach (dwie służby rycerskie według innego źródła). Rycerz, który otrzymał to nadanie najprawdopodobniej był rodowitym Prusem. Można także sądzić, że nazywał się Swilge, ponieważ od tego imienia wzięła się nazwa wsi Swilginai. W dokumentach niemieckich nazwa wsi zapisywana była później jako Swilligen i dopiero około 1780 r. przyjęła się pisownia Sillginnen.
Przez dwa wieki od założenia brak jest informacji o wsi. Wiadomo, że w 1626 Silginy jako majątek rycerski należały do rodziny von Kreytzen. Pruski protoplasta tego rodu przybył w 1498 r. jako dworzanin wielkiego mistrza Fryderyka, księcia saskiego, ożenił się z Zuzanną von Egloffstein. Egloffsteinowie mieli swą rezydencję w pobliskich Arklitach. Potem wielokrotnie wieś zmieniała właścicieli, by w pierwszej połowie XIX w. przejść w posiadania pani von Viereck. W 785 r. we wsi było 21 domów. W 1836 został wybudowany pałac. Po śmierci właścicielki pałac wraz z silgińskim majątkiem przypadł w drodze spadku hrabiom z rodu von und zu Egloffstein (najbliżsi krewni zmarłej). Byli oni właścicielami dużych dóbr ziemskich z siedzibą w Arklitach. W tym czasie majątek silgiński obejmował około 1300 ha natomiast pałac pełnił w tym czasie rolę mieszkania i miejsca urzędowania administratora o nazwisku Fröhlih. Do Silgin należały pobliskie folwarki: Höfchen, (dziś bez nazwy, jako kolonia wsi, kilometr od centrum Silgin w kierunku na Skandawę), Solkieniki i Krzeczewo. Łącznie dobra te obejmowały 1309 ha, w tym 316 ha lasów.
W latach 80. XIX wieku właścicielem majątku został Edmund Klapper (bogaty Niemiec bez tytułu szlacheckiego), który dokupił Modgarby, powiększając obszar majątku do 1500 ha. Klapper stworzył wzorcowe gospodarstwo rolne, opierając je na hodowli i przetwórstwie mięsnym. W tym czasie w Prusach Wschodnich widoczna była aktywizacja gospodarcza. Właściciel rozbudował i zmodernizował gospodarstwo, budując m.in. cegielnię, mleczarnię i młyn oraz wybudował kolejkę wąskotorową, łączącą ważniejsze punktu folwarku, a dalej biegła linia do odległej o 5 km stacji kolejowej w Skandawie. Nasyp tej kolejki jest częściowo widoczny jeszcze do dziś (do 1945 zwany „Klapperbahn”). Edmund Klapper popadł w długi, być może także ze względu na liczne inwestycje. W dniu 6 października 1894 majątek (o powierzchni 1677,65 ha) w Silginach i Modgarbach zlicytowano (rejestracja w księgach wieczystych powiatu Gierdawy). W wyniku licytacji majątek w Silginach przeszedł w ręce von Egloffsteinów. Potem majątek zmieniał właścicieli jeszcze pięciokrotnie.
Na początku XX wieku do majątku w Silginach należały trzy folwarki, młyn, cegielnia oraz mleczarnia parowa. W 1914 dobra silgińskie (1142 ha) przeszły w posiadanie barona Reinholda von Lüdinghausen, który osadził w pałacu administratora. W czasie I wojny światowej, mimo dużego zniszczenie powiatu gierdawskiego, Silginy nie ucierpiały zbytnio. Odbudowę regionu wsparły fundusze Ostpreuseen-Hilfe (Pomoc Prusom Wschodnim), przekazywane z innych regionów Rzeszy Niemieckiej. W tym czasie Silginy wyraźnie się rozwinęły. Wieś skupiona w stosunkowo zwartej zabudowie zaczęła rozrastać się o zabudowę kolonijną, zlokalizowaną kilkaset metrów od centrum wsi (w kierunku na Skandawę oraz w kierunku na Garbno i Solkieniki). Kilkunastu rolników wybudowało swoje gospodarstwa po otrzymaniu dotacji.
W lesie za wsią założono w XIX w. cmentarz (obecnie brak śladów).
W 1927 część gospodarcza i ziemia majątku w Silginach przeszły na własność Wschodniopruskiego Towarzystwa Ziemskiego. Pałac wraz z parkiem (łącznie osiemdziesiąt mórg) w tym czasie należał do spadkobierców von Kalcksteina z Romitten. Nieco później zespół pałacowy przeszedł na własność Monfreda Pehlke, reprezentującego organizację „Bund der Gothen”. Po dojściu w Niemczech Hitlera do władzy stowarzyszenie to zostało wywłaszczone a pałac został przejęty przez NSDAP. Najpierw urządzono tu ośrodek szkoleniowy dla Hitlerjugend a później, po przeniesieniu szkoły do pobliskich Krelikiejm, w pałacu zlokalizowano dom starców (funkcjonował aż do 1945).
Plan sytuacyjny z 26 stycznia 1945 odnotowuje w Silginach 33 zabudowania, łącznie z pałacem. Do 1945, poza rolnikami, warsztaty w Silginach mieli: rymarz, piekarz, krawiec, kowal. Przy kuźni mieściła się remiza strażacka. We wsi mieścił się także sklep pasmanteryjny oraz sklep ogólny z towarami kolonialnymi, mieszczący się zajeździe (gasthaus, obecnie dom p. Branickiego nr 13). W szkole nauczycielami byli: Erich Motzkus oraz pani Rappel. Budynek szkolny ze ścianami z muru pruskiego położony był wśród zieleni wysokiej. Po wkroczeniu Armii Czerwonej niektóre budynki zostały spalone (znaleziono wewnątrz portrety Hitlera). W czasie wojny w pałacu był przytułek dla psychicznie chorych. Po wkroczeniu Armii Czerwonej pacjenci zostali wymordowali, część zabudowań została spalona.
Po II wojnie światowej majątek upaństwowiono i w części rozparcelowano dla indywidualnych rolników, resztę włączono do PGR-u. W pałacu najpierw mieścił się ośrodek kolonijny dla dzieci oraz wojskowych. Działało tu kino letnie, urządzano zabawy i potańcówki. Później w pałacu urządzono mieszkania. Część wyposażenia, z boazeriami, balustradami została zniszczona lub rozszabrowana. W 1954 r. powstała Gromadzka Rada Narodowa (działała bardzo krótko), przewodniczącym prezydium Gminnej Rady Narodowej został Adam Czentoryski. W 1957 r. działała tu jedna z pierwszych w powiecie kętrzyńskim szkoła przysposobienia rolniczego. W latach 60. wybudowano nową szkołę, tak zwaną tysiąclatkę.
W 1970 r. we wsi mieszkało 277 osób. W tym czasie w Silginach była szkoła podstawowa i sala kinowa na 50 miejsc (w pałacu). W 1973 r. sołectwo Silginy należało do gminy Skandawa i obejmowało pięć miejscowości (osada Dobrzykowo, wieś Garbno, wieś Silginy, osada Solkieniki, leśniczówka Zielone). W latach 70. XX w., po wybuchu butli z gazem i częściowym uszkodzeniu budynku, w dużej części pałac został opuszczony. W tym czasie przynajmniej raz zatrzymali się na dłuższy postój w pałacu Romowie. Nieremontowany i niekonserwowany budynek systematycznie niszczał. W 1993 pałac został zakupiony przez polsko-niemiecką fundację Dittchebuche e.v. z Elmshorn z zamiarem urządzenia w nim Domu Przyjaźni Polsko-Niemieckiej. Podjęto drobne prace zabezpieczające. Jednakże już w 1994 remont przerwano a pałac niszczał dalej. Przed 2005 zawaliła się część murów i fragment dachu.
W latach 70. i 80. XX wieku funkcjonowała we wsi mleczarnia (zlewnia mleka) w nowo wybudowanym budynku. Część domów (jeden lub dwa) należały do leśnictwa. Nowo wybudowaną szkołę (tzw. tysiąclatkę) zamknięto już w latach 80. XX wieku, przeznaczając budynek na mieszkania prywatne. Niektóre budynki zostały spalone przez żołnierzy Armii Czerwonej, inne spłonęły w pożarze spowodowanym uderzeniem pioruna, niektóre nie remontowane zabudowania gospodarcze rozebrano.
Jeszcze przed II wojną światową (prawdopodobnie w XIX w.) wykonano znaczne prace melioracyjne, prostując i skracając koryto rzeki Liwny. W Silginach przekopano nowe koryto, w wyniku czego powstały dwa starorzecza, funkcjonujące jako stawy wiejskie. Melioracje odnowiono i powiększono w drugiej połowie XX, m.in. faszynując brzegi rzeki Liwny i Sołki (Zolki).
Poza murowanym mostem, w Silginach były jeszcze dwa inne, drewniane. Jeden, znajdujący się na łąkach, był systematycznie odnawiany i przetrwał. Drugi, znajdujący się bliżej pałacu koło starorzecza, został zniszczony i nigdy nie był odbudowany. Pod koniec XX w., na skutek zarastania koryta rzek, nie odnawiania i nie konserwowania urządzeń melioracyjnych oraz w wyniku osiedlenie się bobrów, duże obszary wcześniej osuszone, były zalewane w okresie wiosennym oraz zostały trwale podtopione. Koryto rzeki Liwny zarosło roślinnością szuwarową.

## Opis wsi
Obecnie znajdują się tu ruiny pałacu. Część budynków zniszczona została w czasie drugiej wojny światowej. Większość poprzednich mieszkańców wyjechała. W ramach akcji „repatriacyjnej” zasiedlona przesiedleńcami z Wileńszczyzny oraz w ramach akcji „Wisła” ludnością ukraińską z terenu Bieszczadów, jak również przybyszami z Mazowsza.
Po wojnie wybudowano sklep i szkołę „tysiąclatkę”. Stara szkoła została zburzona. Obecnie ani sklep, ani szkoła nie funkcjonują. We wsi znajduje się przystanek autobusowy. Przez wieś przepływa rzeka Liwna oraz jej dopływ – Sołka (lokalna nazwa: Zolka, dawna nazwa niem. Solke, na terenie obwodu królewieckiego, skąd bierze początek, pod nazwą Zolnaja).

## Zabytki
Do wojewódzkiego rejestru zabytków wpisane są obiekty:
- Neoklasycystyczny pałac (obecnie ruina), wybudowany w 1836. Położony w starym parku o charakterze krajobrazowym. W dawnym założeniu pałacowym podwórze na planie prostokąta. Architektura pałacu nawiązywała do włoskiej architektury pałacowej. Pałac to budynek murowany z cegły, otynkowany, z piwnicą i półokrągłym ryzalitem od strony południowo-wschodniej. Dwukondygnacyjna budowla postawiona na planie prostokąta. Część środkowa pałacu z dachem czterospadowym, boczne – z dwuspadowym. Okna parteru półkoliste, wyżej gzyms uskokowo-ząbkowy. Balkon z żeliwnymi balustradami usytuowany przy półkolistym ryzalicie, od strony parku. Wnętrza pałacu w układzie dwutraktowym z wąskim korytarzem, z mniej więcej symetrycznym podziałem pomieszczeń.
- Park, zaniedbany i zdewastowany.

inne:
- Część zabudowań folwarcznych wraz z czworakami.
- Murowany most na rzece Liwnie.
- Kilka domów z zabudowy wiejskiej, w tym dawna karczma (budynek nr 13, własność p. Branickiego), niektóre ze ścianami z „muru pruskiego”.
- Brukowana droga (fragment od drogi głównej w kierunku kolonii Krelikiejmy Kolonia.
- Przydrożny krzyż (miejsce uroczystości, w tym „majowe”).

## Mieszkańcy
XX wiek:
- Niemieccy nauczyciele: Erich Motzkus, pani Rappel
- Autochtoni: Bizet (Szwajcar), Linkier, Wołowscy (wyjechali w latach 50. i później).
- Nowi osadnicy: Branicki, Żelichowski, Bywalski, Szudzik, Łabanowski, Kierzun, Kokoszka, Drozd, Komar, Rechel, Koczta, Bepirszcz, Szczepura (część to przesiedleńcy z Wileńszczyzny, część przesiedleńcy z Galicji w ramach Akcji Wisła).